# Aeropuerto (Madrid)
Aeropuerto es un barrio de Madrid integrado en el distrito de Barajas. Tiene una superficie de 2510,87 hectáreas y una población de 2135 habitantes (2009).
Limita al norte con Alcobendas, al este con Paracuellos de Jarama (incluyendo el núcleo de población de Los Berrocales del Jarama), al oeste con los barrios de Corralejos, Timón, Casco Histórico de Barajas y Alameda de Osuna, y al sur con el barrio de Rejas (San Blas-Canillejas).
Comprende el territorio alrededor del aeropuerto Adolfo Suárez Madrid-Barajas, delimitando al norte con el municipio de Alcobendas, al sur por la autovía del Nordeste (A-2) y con el municipio de San Fernando de Henares, al este con el municipio de Paracuellos de Jarama (incluyendo el núcleo de población de Los Berrocales del Jarama) y al oeste por la M-12, M-13 y la M-14.
El 29 de junio de 2021 se aprobó en el pleno del Ayuntamiento de Madrid la delimitación del distrito. Una parte de la modificación incluía un cambio de territorio con el barrio de Casco Histórico de Barajas para que el aparcamiento de Exolum y el acceso a la PR Central pasaron a formar parte del barrio de Aeropuerto.

## Transportes

### Metro de Madrid
El barrio cuenta con 2 estaciones de la Línea 8: 
- Estación de Aeropuerto T1-T2-T3. Está situada en las proximidades de la T-2
- Estación de Aeropuerto T4. Está situada en la planta 0 de la T-4.

### Cercanías Renfe
- Línea C-1: Estación de Aeropuerto T4

Está situada en la planta 0 de la T-4.

### Autobuses
| Línea             | Terminales                                 |
| ----------------- | ------------------------------------------ |
| 101               | Canillejas - Aeropuerto de Barajas         |
| 112               | Mar de Cristal - Barrio del Aeropuerto     |
| 114               | Avenida de América - Barrio del Aeropuerto |
| 166               | Barajas - Hospital Ramón y Cajal           |
| 200               | Avenida de América - Aeropuerto de Barajas |
| Exprés Aeropuerto | Atocha - Aeropuerto de Barajas             |
| Exprés Aeropuerto | Cibeles - Aeropuerto de Barajas            |